# Ruský ligový pohár
Ruský ligový pohár (rusky Кубок Премьер-Лиги) je bývalá pohárová vyřazovací soutěž v ruském fotbalu, které se účastnily pouze kluby hrající ruskou nejvyšší ligu Premier Liga. Hrálo se pouze v roce 2003. Všechna kola včetně finále byla dvouzápasová, hrálo se v termínech určených pro reprezentaci. Týmy většinou nehrály v nejsilnějším složení. Soutěž nezískala příliš popularity a proto se uskutečnila pouze jednou. Vítězem se stal FK Zenit Sankt-Petěrburg vedený českým trenérem Vlastimilem Petrželou. V kádru Zenitu byli i čeští fotbalisté Martin Horák, Radek Šírl, Pavel Mareš a Lukáš Hartig, kteří trofej taktéž vyhráli.

## Přehled finálových zápasů
Pozn.: vítěz je označen tučně.

Zdroj: 
- 2003 FK Zenit Sankt-Petěrburg – FK Černomorec Novorossijsk 3:0 a 2:2